# Lista de episódios de The Twilight Zone (1985)
Lista de episódios de The Twilight Zone, ou seja, uma lista que contém os episódios produzidos para a série The Twilight Zone.

## Apresentação
- Charles Aidman (1985–1987)
- Robin Ward (1987–1989)

## Temporadas
|  | 1 | 24 | 1985–1986 |  |  |
|  | 2 | 11 | 1986–1987 |  |  |
|  | 3 | 30 | 1988–1989 |  |  |

### Primeira Temporada (1985–1986)
A Primeira Temporada apresentava 2 ou 3 segmentos ou episódios em cada sessão.
| Episódio # | Título                                 | Diretor                                     | Roteirista(s)                                         | Data original     | Tradução |
| --- | -------------------------------------- | ------------------------------------------- | ----------------------------------------------------- | ----------------- | -------- |
| 1 | "Shatterday"                           | Wes Craven                                  | Harlan Ellison / Alan Brennert                        | 27 setembro 1985  |          |
| Um homem (Bruce Willis) acidentalmente liga para sua própria casa e acaba sendo atendido por seu alter ego. O dia da Inauguração                                                                                |                                        |                                             |                                                       |                   |          |
| 2 | "A Little Peace and Quiet"             | Wes Craven                                  | James Crocker                                         | 27 setembro 1985  |          |
| Uma mulher (Melinda Dillon) descobre um medalhão que lhe dá o poder de parar o tempo. |                                        |                                             |                                                       |                   |          |
| 3 | "Wordplay"                             | Wes Craven                                  | Rockne S. O'Bannon                                    | 4 outubro 1985    |          |
| Um homem (Robert Klein), quando pressionado a aprender os nomes da nova linha de produtos de sua empresa, começa a perceber que todos ao seu redor passam a usar um vocabulário que ele desconhece.             |                                        |                                             |                                                       |                   |          |
| 4 | "Dreams for Sale"                      | Tommy Lee Wallace                           | Joe Gannon                                            | 4 outubro 1985    |          |
| Uma mulher (Meg Foster) está em um picnic com a familia e descobre que é apenas uma fantasia implantada em seu cérebro.                                                                                         |                                        |                                             |                                                       |                   |          |
| 5 | "Chameleon"                            | Wes Craven                                  | James Crocker                                         | 4 outubro 1985    |          |
| Um foguete espacial retorna de uma missão e descobrem que algo incomum voltou com ele. |                                        |                                             |                                                       |                   |          |
| 6 | "Healer"                               | Sigmund Neufeld Jr.                         | Michael Bryant                                        | 11 outubro 1985   |          |
| Um ladrão (Eric Bogosian) rouba de um museu uma pedra que dá poder de cura a quem a possui. |                                        |                                             |                                                       |                   |          |
| 7 | "Children's Zoo"                       | Robert Downey                               | Chris Hubbell and Gerrit Graham                       | 11 outubro 1985   |          |
| Uma garotinha vai a um zoológico para trocar seus pais (Lorna Luft e Steven Keats) por novos. |                                        |                                             |                                                       |                   |          |
| 8 | "Kentucky Rye"                         | John Hancock                                | Delree Todd Chip Duncan Richard Krzemien              | 11 outubro 1985   |          |
| Um motorista bêbado (Jeffrey DeMunn), após sofrer um acidente, para em um bar chamado "Kentucky Rye." |                                        |                                             |                                                       |                   |          |
| 9 | "Little Boy Lost"                      | Tommy Lee Wallace                           | Michael Cassutt                                       | 18 outubro 1985   |          |
| Uma jovem fotógrafa (Season Hubley) é forçada a escolher entre sua carreira e seu relacionamento; em um de seus trabalhos ela acaba conhecendo um familiar garoto (Scott Grimes) com um trágico segredo.        |                                        |                                             |                                                       |                   |          |
| 10 | "Wish Bank"                            | Rick Friedberg                              | Michael Cassutt                                       | 18 outubro 1985   |          |
| Uma mulher (Dee Wallace-Stone) encontra uma lâmpada mágica em uma venda de garagem. |                                        |                                             |                                                       |                   |          |
| 11 | "Nightcrawlers"                        | William Friedkin                            | Philip DeGuere                                        | 18 outubro 1985   |          |
| Um mendigo (Scott Paulin), que lutou durante a Guerra do Vietnã, tem o poder da mente sobre a matéria e transforma em realidade os seus flashbacks.                                                             |                                        |                                             |                                                       |                   |          |
| 12 | "If She Dies"                          | John Hancock                                | David Bennett Carren                                  | 25 outubro 1985   |          |
| Um pai (Tony Lo Bianco), cuja filha está em coma, é convencido a comprar uma velha cama pelo fantasma de uma garotinha.                                                                                         |                                        |                                             |                                                       |                   |          |
| 13 | "Ye Gods"                              | Peter Medak                                 | Anne Collins                                          | 25 outubro 1985   |          |
| Um homem (David Dukes) que ignora a flecha do Cupido (Robert Morse), encontra-se envolvido na vida amorosa dos deuses.                                                                                          |                                        |                                             |                                                       |                   |          |
| 14 | "Examination Day"                      | Paul Lynch                                  | Henry Slesar / Philip DeGuere                         | 1º novembro 1985  |          |
| Um menino (David Mendenhall), em seu aniversário de 12 anos é obrigado a fazer um teste de inteligência do governo.                                                                                             |                                        |                                             |                                                       |                   |          |
| 15 | "A Message From Charity"               | Paul Lynch                                  | William M. Lee / Alan Brennert                        | 1º novembro 1985  |          |
| Um adolescente (Robert Duncan McNeill) com febre consegue se comunicar telepaticamente com uma garota (Kerry Noonan) que vive na época colonial.                                                                |                                        |                                             |                                                       |                   |          |
| 16 | "Teacher's Aide"                       | B.W.L. Norton                               | Steven Barnes                                         | 8 novembro 1985   |          |
| Uma professora (Adrienne Barbeau) é misteriosamente possuída por um gárgula. |                                        |                                             |                                                       |                   |          |
| 17 | "Paladin of the Lost Hour"             | Gilbert Cates (creditado como Alan Smithee) | Harlan Ellison                                        | 8 novembro 1985   |          |
| Gaspar (Danny Keye) é o protetor de um relógio que guarda a hora perdida. |                                        |                                             |                                                       |                   |          |
| 18 | "Act Break"                            | Ted Flicker                                 | Haskell Barkin                                        | 15 novembro 1985  |          |
| Um escritor (James Coco) usa um antigo medalhão que lhe dá direito a um único desejo. |                                        |                                             |                                                       |                   |          |
| 19 | "The Burning Man"                      | J.D. Feigelson                              | Ray Bradbury / J.D. Feigelson                         | 15 novembro 1985  |          |
| Uma mulher (Piper Laurie) e seu sobrinho dão carona a um senhor que os avisa de um perigo à frente. |                                        |                                             |                                                       |                   |          |
| 20 | "Dealer's Choice"                      | Wes Craven                                  | Donald Todd                                           | 15 novembro 1985  |          |
| Um grupo de amigos (Barney Martin, Garrett Morris, M. Emmet Walsh e Morgan Freeman) joga pôquer quando começa a desconfiar que está jogando com o Diabo (Dan Hedaya).                                           |                                        |                                             |                                                       |                   |          |
| 21 | "Dead Woman's Shoes"                   | Peter Medak                                 | Lynn Barker                                           | 22 novembro 1985  |          |
| Quando uma mulher tímida (Helen Mirren), experimenta um par de sapatos de salto alto em um brechó, que faze dela uma mulher assertiva, auto-confiante - e a envia a uma missão assassina.                       |                                        |                                             |                                                       |                   |          |
| 22 | "Wong's Lost and Found Emporium"       | Paul Lynch                                  | William F. Wu / Alan Brennert                         | 22 novembro 1985  |          |
| Um homem (Brian Tochi) que perdeu sua felicidade procura por ela em uma loja. |                                        |                                             |                                                       |                   |          |
| 23 | "The Shadow Man"                       | Joe Dante                                   | Rockne S. O'Bannon                                    | 29 novembro 1985  |          |
| The Shadow Man (Jeff Calhoun), uma misteriosa entidade feita de sombras, defende um menino (Jonathan Ward) em troca do direito de permanecer sob sua cama.                                                      |                                        |                                             |                                                       |                   |          |
| 24 | "The Uncle Devil Show"                 | David Steinberg                             | Donald Todd                                           | 29 novembro 1985  |          |
| Um menino aprende estranhos truques de mágica em um incomum show infantil. |                                        |                                             |                                                       |                   |          |
| 25 | "Opening Day"                          | John Milius                                 | Gerrit Graham Chris Hubbell                           | 29 novembro 1985  |          |
| Um homem (Jeffrey Jones) é acusado de homicídio por sua esposa e o amante, no dia da abertura da temporada de caça.                                                                                             |                                        |                                             |                                                       |                   |          |
| 26 | "The Beacon"                           | Gerd Oswald                                 | Martin Pasko Rebecca Parr                             | 6 dezembro 1985   |          |
| Um jovem médico (Charles Martin Smith) vai parar em uma estranha cidade onde os cidadãos temem e idolatram um farol.                                                                                            |                                        |                                             |                                                       |                   |          |
| 27 | "One Life, Furnished in Early Poverty" | Don Carlos Dunaway                          | Harlan Ellison / Alan Brennert                        | 6 dezembro 1985   |          |
| Um homem (Peter Riegert), ao retornar à sua casa de infância, é transportado ao passado. |                                        |                                             |                                                       |                   |          |
| 28 | "Her Pilgrim Soul"                     | Wes Craven                                  | Alan Brennert                                         | 13 dezembro 1985  |          |
| Dois cientistas (Kristoffer Tabori e Gary Cole) criam um projetor holográfico em que se visualiza uma mulher (Anne Twomey).                                                                                     |                                        |                                             |                                                       |                   |          |
| 29 | "I of Newton"                          | Kenneth Gilbert                             | Joe Haldeman                                          | 13 dezembro 1985  |          |
| Um professor (Sherman Hemsley), tentando resolver um problema de matemática difícil, encontra correspondência com um demônio (Ron Glass).                                                                       |                                        |                                             |                                                       |                   |          |
| 30 | "Night of the Meek"                    | Martha Coolidge                             | Rockne S. O'Bannon                                    | 20 dezembro 1985  |          |
| Um Papai Noel (Richard Mulligan) demitido de uma loja de departamentos termina com um presente mágico em sua sacola.                                                                                            |                                        |                                             |                                                       |                   |          |
| 31 | "But Can She Type"                     | Shelley Levinson                            | Alan Brennert                                         | 20 dezembro 1985  |          |
| Uma secretária (Pam Dawber) é mandada a um universo paralelo após o mau funcionamento de uma máquina de Xerox.                                                                                                  |                                        |                                             |                                                       |                   |          |
| 32 | "The Star"                             | Gerd Oswald                                 | Arthur C. Clarke / Alan Brennert                      | 20 dezembro 1985  |          |
| Em uma jornada interestelar no futuro, um astrofísico (Donald Moffat) e um padre (Fritz Weaver) descobrem a causa da morte de um desconhecido planeta.                                                          |                                        |                                             |                                                       |                   |          |
| 33 | "Still Life"                           | Peter Medak                                 | Gerrit Graham Chris Hubbell                           | 3 janeiro 1986    |          |
| Um fotógrafo profissional (Robert Carradine) descobre uma velha câmera contendo fotos misteriosas de uma antiga expedição.                                                                                      |                                        |                                             |                                                       |                   |          |
| 34 | "The Little People of Killany Woods"   | J.D. Feigelson                              | J.D. Feigelson                                        | 3 janeiro 1986    |          |
| Um contador de histórias bêbado (Hamilton Camp) encontra um povo pequenino. |                                        |                                             |                                                       |                   |          |
| 35 | "The Misfortune Cookie"                | Allan Arkush                                | Charles E. Fritch / Steven Rae aka Rockne S. O'Bannon | 3 janeiro 1986    |          |
| Um crítico gastronômico (Elliot Gould) recebe mensagens do biscoito da sorte que são cumpridas. |                                        |                                             |                                                       |                   |          |
| 36 | "Monsters!"                            | B.W.L. Norton                               | Robert Crais                                          | 24 janeiro 1986   |          |
| Um menino que adora filmes de monstro tem um estranho vizinho (Ralph Bellamy). |                                        |                                             |                                                       |                   |          |
| 37 | "A Small Talent for War"               | Claudia Weill                               | Alan Brennert Carter Scholz                           | 24 janeiro 1986   |          |
| Uma raça alienígena que alega ter criado a Humanidade retorna para julgá-la. |                                        |                                             |                                                       |                   |          |
| 38 | "A Matter of Minutes"                  | Sheldon Larry                               | Theodore Sturgeon Rockne S. O'Bannon                  | 24 janeiro 1986   |          |
| Um casal (Adam Arkin e Karen Austin) acidentalmente descobre que o tempo está sendo construído em volta deles.                                                                                                  |                                        |                                             |                                                       |                   |          |
| 39 | "The Elevator"                         | R.L. Thomas                                 | Ray Bradbury                                          | 31 janeiro 1986   |          |
| Dois irmãos (Stephen Geoffreys e Robert Prescott) à procura do pai descobrem diversos corpos de gigantescos animais.                                                                                            |                                        |                                             |                                                       |                   |          |
| 40 | "To See the Invisible Man"             | Noel Black                                  | Robert Silverberg / Steven Barnes                     | 31 janeiro 1986   |          |
| Um homem (Cotter Smith) acusado do crime de insensibilidade é condenado a um ano de invisibilidade. |                                        |                                             |                                                       |                   |          |
| 41 | "Tooth and Consequences"               | Robert Downey                               | Haskell Barkin                                        | 31 janeiro 1986   |          |
| A fada dos dentes realiza os desejos de um dentista (David Birney). |                                        |                                             |                                                       |                   |          |
| 42 | "Welcome to Winfield"                  | Bruce Bilson                                | Les Enloe                                             | 7 fevereiro 1986  | 48       |
| Um homem que foge da Morte (Gerrit Graham) acaba em uma cidade do velho oeste. |                                        |                                             |                                                       |                   |          |
| 43 | "Quarantine"                           | Martha Coolidge                             | Alan Brennert                                         | 7 fevereiro 1986  | 49       |
| Um designer de armas doente (Scott Wilson) é criogenicamente congelado e acorda 300 anos depois. |                                        |                                             |                                                       |                   |          |
| 44 | "Gramma"                               | Bradford May                                | Stephen King / Harlan Ellison                         | 14 fevereiro 1986 |          |
| Um garoto (Barret Oliver) está convencido de que sua avó doente é, na realidade, um monstro. |                                        |                                             |                                                       |                   |          |
| 45 | "Personal Demons"                      | Peter Medak                                 | Rockne S. O'Bannon                                    | 14 fevereiro 1986 |          |
| Um roteirista (Martin Balsam) é atormentado por um grupo de pequenas criaturas. |                                        |                                             |                                                       |                   |          |
| 46 | "Cold Reading"                         | Gus Trikonis                                | Martin Pasko Rebecca Parr                             | 14 fevereiro 1986 |          |
| Um ator (Larry Poindexter) que consegue um emprego em um popular programa de rádio, descobre que tudo o que é descrito no show se torna real dentro do estúdio.                                                 |                                        |                                             |                                                       |                   |          |
| 47 | "The Leprechaun Artist"                | Tommy Lee Wallace                           | Tommy Lee Wallace                                     | 21 fevereiro 1986 |          |
| Um leprechaun em férias é obrigado a conceder desejos aos três rapazes que o capturaram. |                                        |                                             |                                                       |                   |          |
| 48 | "Dead Run"                             | Paul Tucker                                 | Greg Bear Alan Brennert                               | 21 fevereiro 1986 |          |
| Um motorista de caminhão (Steve Railsback) aceita o trabalho de entrega de almas para o inferno. |                                        |                                             |                                                       |                   |          |
| 49 | "Profile in Silver"                    | John Hancock                                | J. Neil Schulman                                      | 7 março 1986      |          |
| Um professor de história (Lane Smith) do futuro é enviado de volta para observar o assassinato de John F. Kennedy.                                                                                              |                                        |                                             |                                                       |                   |          |
| 50 | "Button, Button"                       | Peter Medak                                 | Richard Matheson                                      | 7 março 1986      |          |
| Um estranho dá a um casal (Mare Winningham e Brad Davis)uma caixa com um botão, prometendo que se eles o apertarem irão receber uma grande quantia em dinheiro, porém, alguém que eles não conhecem irá morrer. |                                        |                                             |                                                       |                   |          |
| 51 | "Need to Know"                         | Paul Lynch                                  | Mary Sheldon                                          | 21 março 1986     |          |
| Um agente cientista do governo (William Petersen) é enviado a uma pequena cidade para ajudar a investigar um bizarro surto de insanidade que está se espalhando pela cidade.                                    |                                        |                                             |                                                       |                   |          |
| 52 | "Red Snow"                             | Jeannot Szwarc                              | Michael Cassutt                                       | 21 março 1986     |          |
| Um coronel da KGB (George Dzundza) é enviado para uma cidade da Sibéria para investigar as mortes de oficiais do Partido Comunista local.                                                                       |                                        |                                             |                                                       |                   |          |
| 53 | "Take My Life...Please!"               | Gus Trikonis                                | Gordon Mitchell                                       | 28 março 1986     |          |
| Um comediante de sucesso (Tim Thomerson) que rouba uma rotina de outro comediante (Xander Berkeley) acaba pagando um alto preço.                                                                                |                                        |                                             |                                                       |                   |          |
| 54 | "Devil's Alphabet"                     | Ben Bolt                                    | Arthur Gray                                           | 28 março 1986     |          |
| Um grupo de amigos na Inglaterra vitoriana encontrar-se assombrado por um juramento que fizeram quando jovens.                                                                                                  |                                        |                                             |                                                       |                   |          |
| 55 | "The Library"                          | John Hancock                                | Anne Collins                                          | 28 março 1986     |          |
| Uma mulher (Frances Conroy) é contratada para trabalhar em uma biblioteca particular e logo descobre um livro que documenta a vida de todos os vivos, e é atualizado instantaneamente e nos mínimos detalhes.   |                                        |                                             |                                                       |                   |          |
| 56 | "Shadow Play"                          | Paul Lynch                                  | James Crocker                                         | 4 abril 1986      |          |
| Um homem (Peter Coyote) está convencido de que a realidade como nós a percebemos é dependente de sua permanência vivo.                                                                                          |                                        |                                             |                                                       |                   |          |
| 57 | "Grace Note"                           | Peter Medak                                 | Patrice Messina                                       | 4 abril 1986      |          |
| Uma jovem mulher (Julia Migenes) ganha um vislumbre de seu futuro. |                                        |                                             |                                                       |                   |          |
| 58 | "A Day in Beaumont"                    | Philip DeGuere                              | David Gerrold                                         | 11 abril 1986     |          |
| Depois de testemunhar a aterrissagem de um disco voador, um jovem casal (Victor Garber e Stacy Nelson) encontram-se no meio de uma invasão alienígena.                                                          |                                        |                                             |                                                       |                   |          |
| 59 | "The Last Defender of Camelot"         | Jeannot Szwarc                              | Roger Zelazny George R. R. Martin                     | 11 abril 1986     |          |
| Na Inglaterra dos dias de hoje, o último dos cavaleiros do Rei Artur (Richard Kiley) se une com Morgan le Fay (Jenny Agutter) para parar o retorno de Merlin (Norman Lloyd).                                    |                                        |                                             |                                                       |                   |          |

### Segunda Temporada (1986–1987)
Nesta temporada, cada sessão era constituída por 2 ou 3 episódios ou segmentos.
| Episódio # | Título                      | Diretor           | Roteiristas(s)                        | Data Original     | Tradução |
| --- | --------------------------- | ----------------- | ------------------------------------- | ----------------- | -------- |
| 60 | "The Once and Future King"  | Jim McBride       | Bryce Maritano George R.R. Martin     | 27 setembro 1986  |          |
| Gary (Jeff Yagher), um imitador de Elvis viaja de volta no tempo e encontra Elvis Presley. |                             |                   |                                       |                   |          |
| 61 | "A Saucer of Loneliness"    | John D. Hancock   | David Gerrold Theodore Sturgeon       | 27 setembro 1986  |          |
| Um homem encontra uma mulher (Shelley Duvall) que antes tinha encontrado um disco misterioso. |                             |                   |                                       |                   |          |
| 62 | "What Are Friends For?"     | Gus Trikonis      | J. Michael Straczynski                | 4 outubro 1986    |          |
| Um amigo imaginário (Lukas Haas) de uma criança (Fred Savage) torna-se mais do que apenas seu amigo. |                             |                   |                                       |                   |          |
| 63 | "Aqua Vita"                 | Paul Tucker       | Jeremy Bertrand Finch & Paul Chitlik  | 4 outubro 1986    |          |
| Uma mulher (Mimi Kennedy) encontra um método para a juventude eterna, a um preço exorbitante. |                             |                   |                                       |                   |          |
| 64 | "The Storyteller"           | Paul Lynch        | Rockne S. O'Bannon                    | 11 outubro 1986   |          |
| Uma jovem mulher (Glynnis O'Connor) acredita que o segredo da imortalidade está em contar histórias, deixando sempre para contar seu final no dia seguinte. |                             |                   |                                       |                   |          |
| 65 | "Nightsong"                 | Bradford May      | Michael Reaves                        | 11 outubro 1986   |          |
| Uma DJ (Lisa Eilbacher) luta com o desaparecimento de seu amante. |                             |                   |                                       |                   |          |
| 66 | "The After Hours"           | Bruce Malmuth     | Rod Serling Rockne S. O'Bannon        | 18 outubro 1986   |          |
| Uma jovem mulher (Terry Farrell) é perseguida por estranhos misteriosos. |                             |                   |                                       |                   |          |
| 67 | "Lost and Found"            | Gus Trikonis      | Phyllis Eisenstein George R.R. Martin | 18 outubro 1986   |          |
| Os pertences de uma mulher (Akosua Busia) desaparecem misteriosamente. |                             |                   |                                       |                   |          |
| 68 | "The World Next Door"       | Paul Lynch        | Lan O'Kun                             | 18 outubro 1986   |          |
| Uma porta em um porão leva duas pessoas (George Wendt e Bernadette Birkett) a melhorarem suas vidas. |                             |                   |                                       |                   |          |
| 69 | "The Toys of Caliban"       | Thomas J. Wright  | Terry Matz George R.R. Martin         | 4 dezembro 1986   |          |
| Uma criança com problemas mentais (David Greenlee) tem o poder de tornar realidade tudo o que vê nos livros. |                             |                   |                                       |                   |          |
| 70 | "The Convict's Piano"       | Thomas J. Wright  | Patrice Messina James Crocker         | 11 dezembro 1986  |          |
| Um injustiçado prisioneiro (Joe Penny) descobre um piano que quando tocado o leva para um lugar desconhecido. |                             |                   |                                       |                   |          |
| 71 | "The Road Less Traveled"    | Wes Craven        | George R.R. Martin                    | 18 dezembro 1986  |          |
| Um trapaceiro (Cliff DeYoung) é assombrado pelo fantasma de um homem de aspecto familiar, em uma cadeira de rodas. |                             |                   |                                       |                   |          |
| 72 | "The Card"                  | Bradford May      | Michael Cassutt                       | 21 fevereiro 1987 |          |
| Uma mulher (Susan Blakely) que abusa nos gastos recebe seu novo cartão de crédito com sanções inesperadas. |                             |                   |                                       |                   |          |
| 73 | "The Junction"              | Bill Duke         | Virginia Aldridge                     | 21 fevereiro 1987 |          |
| Um mineiro moderno (William Allen Young) tem uma discussão com sua esposa e depois vai para o trabalho na mina local. Um acidente o prende, mas ele encontra um outro sobrevivente - um mineiro que diz ser de 1912. Os dois homens descobrem que, de alguma forma, tornaram-se ligados através do tempo.                                    |                             |                   |                                       |                   |          |
| 74 | "Joy Ride"                  | Gil Bettman       | Cal Willingham                        | 21 maio 1987      |          |
| Quatro adolescentes tomam o carro clássico de um homem recém-falecido para um passeio, mas o motorista (Rob Knepper) age cada vez mais irracionalmente durante o passeio ... |                             |                   |                                       |                   |          |
| 75 | "Shelter Skelter"           | Martha Coolidge   | Ron Cobb                              | 21 maio 1987      |          |
| Um sobrevivente (Joe Mantegna) e seu amigo encontram-se cortados em seu abrigo após a detonação da bomba nuclear. |                             |                   |                                       |                   |          |
| 76 | "Private Channel"           | Peter Medak       | Edward Redlich                        | 21 maio 1987      |          |
| Após a queda acidental de um estéreo portátil em um banheiro de avião, um jovem (Scott Coffey) descobre que isso lhe permite ouvir os pensamentos das outras pessoas. |                             |                   |                                       |                   |          |
| 77 | "Time and Teresa Golowitz"  | Shelley Levinson  | Alan Brennert Parke Godwin            | 10 julho 1987     |          |
| Um compositor da Broadway (Paul Sand) aceita uma oferta do Príncipe das Trevas (Gene Barry) e retorna à sua antiga escola secundária para ver sua amada novamente. Não é tão agradável quanto ele esperava e, em breve, vê um colega que teve um fim trágico naquela noite. Ele aproveita a oportunidade para prevenir o suicídio do colega. |                             |                   |                                       |                   |          |
| 78 | "Voices in the Earth"       | Curtis Harrington | Alan Brennert                         | 10 julho 1987     |          |
| Pessoas retornam à Terra devastada e estéril para descobrir que nem tudo tinha ficado como se pensava. |                             |                   |                                       |                   |          |
| 79 | "Song of the Younger World" | Noel Black        | Anthony & Nancy Lawrence              | 17 julho 1987     |          |
| Em 1916, uma menina (Jennifer Rubin) e um jovem (Peter Kowanko) de um reformatório se apaixonam e tentam ficar longe do pai dela, o superintendente. Ele descobre e não aprova, trancando a sua filha e punindo o rapaz. Felizmente, a menina tem um plano secreto para escapar de modo a ficar para sempre com o amor de sua vida.          |                             |                   |                                       |                   |          |
| 80 | "The Girl I Married"        | Philip DeGuere    | J. M. DeMatteis                       | 17 julho 1987     |          |
| Um advogado (James Whitmore Jr.) e sua esposa (Linda Kelsey) têm carreiras de sucesso. Eles sentem que algo está faltando em seu casamento. Logo, eles encontram as versões mais novas de seus companheiros. |                             |                   |                                       |                   |          |

### Season 3: (1988–1989)
Na Terceira Temporada, cada episódio foi ao ar individualmente, em períodos de meia-hora.
| Episódio # | Título                                  | Diretor            | Roteirista(s)                           | Data Original     | Tradução |
| --- | --------------------------------------- | ------------------ | --------------------------------------- | ----------------- | -------- |
| 81 | "The Curious Case of Edgar Witherspoon" | René Bonnière      | Haskell Barkin / J. Michael Straczynski | 24 setembro 1988  |          |
| Um velho, conhecido como Tio Edgar (Harry Morgan), recebe ordens de uma voz misteriosa para recolher lixo em seu apartamento e para montá-lo em um dispositivo com a finalidade de manter o mundo em equilíbrio. |                                         |                    |                                         |                   |          |
| 82 | "Extra Innings"                         | Douglas Jackson    | Tom Palmer                              | 1º outubro 1988   |          |
| Ao ex-jogador de beisebol Ed Hamler (Marc Singer), manco devido a uma lesão e forçado a se aposentar precocemente, é dado um cartão de beisebol de 1900, que o transporta ao passado para ser o jogador que ele costumava ser. |                                         |                    |                                         |                   |          |
| 83 | "The Crossing"                          | Paul Lynch         | Ralph Phillips                          | 8 outubro 1988    |          |
| Um estressado sacerdote (Ted Shackelford) é assombrado pela visão de um vagão com uma jovem dentro, em um acidente contínuo em que o vagão explode em chamas. |                                         |                    |                                         |                   |          |
| 84 | "The Hunters"                           | Paul Lynch         | Paul Chitlik & Jeremy Bertrand Finch    | 15 outubro 1988   |          |
| Um menino cai em uma caverna desconhecida perto de um projeto habitacional. Uma arqueóloga (Louise Fletcher) estuda as estranhas pinturas em suas paredes e, em seguida, coisas bizarras começam a acontecer. |                                         |                    |                                         |                   |          |
| 85 | "Dream Me a Life"                       | Allan King         | J. Michael Straczynski                  | 22 outubro 1988   |          |
| Um homem (Eddie Albert) em um lar de idosos é preso no sonho de uma viúva catatônica. |                                         |                    |                                         |                   |          |
| 86 | "Memories"                              | Ryszard Bugajski   | Bob Underwood                           | 29 outubro 1988   |          |
| Uma hipnotizadora (Barbara Stock), especializada em ajudar as pessoas a reviver suas vidas passadas, tenta encontrar sua própria história - e considera que todo mundo que ela sempre ajudou odeia suas vidas passadas. |                                         |                    |                                         |                   |          |
| 87 | "The Hellgramite Method"                | Gilbert M. Shilton | William Selby                           | 5 novembro 1988   |          |
| Um alcoolista (Timothy Bottoms) passa por uma doença extremamente dolorosa e potencialmente mortal mediante o seu problema com a bebida. Ele tem que escolher qual é mais importante - a garrafa ou sua vida. |                                         |                    |                                         |                   |          |
| 88 | "Our Selena is Dying"                   | Bruce Pittman      | J. Michael Straczynski Rod Serling      | 12 novembro 1988  |          |
| Uma jovem mulher, Debra (Terri Garber), vem visitar sua família, incluindo a matriarca moribunda Selena. Depois de Selena segurar Debra firmemente, deixando uma mancha estranha nela, Debra começa a envelhecer muito rápido, enquanto Selena rejuvenesce.                                                                                                   |                                         |                    |                                         |                   |          |
| 89 | "The Call"                              | Gilbert M. Shilton | J. Michael Straczynski                  | 19 novembro 1988  |          |
| Um homem solitário (William Sanderson) acidentalmente telefona para o número errado e encontra uma mulher intrigante, e se sente atraído. Quando ela se recusa a conhecê-lo, ele investiga e descobre o telefone em um museu ao lado da estátua de uma mulher.                                                                                                |                                         |                    |                                         |                   |          |
| 90 | "The Trance"                            | Randy Bradshaw     | Jeff Stuart J. Michael Straczynski      | 26 novembro 1988  |          |
| Um artista (Peter Scolari) pretende canalizar o espírito de Delos, um antigo habitante da Atlântida. Juntamente com um sócio, ele faz uma tentativa. No dia da sua grande chance, ele canaliza um outro espírito, alguém que pode levá-lo a perder tudo. É castigo ou uma lição da Twilight Zone?                                                             |                                         |                    |                                         |                   |          |
| 91 | ""Acts of Terror""                      | Brad Turner        | J. Michael Straczynski                  | 3 dezembro 1988   |          |
| A esposa espancada (Melanie Mayron), vivendo com um marido abusivo, encontra a força para deixá-lo sob a forma de uma estátua de doberman, dada por sua irmã. |                                         |                    |                                         |                   |          |
| 92 | "20/20 Vision"                          | Jim Purdy          | Robert Walden                           | 10 dezembro 1988  |          |
| O recém-promovido bancário Warren Cribbens (Michael Moriarty) racha seus óculos e descobre que pode ver o futuro através deles. Diante da visão futura dos agricultores cujas explorações ele deve encerrar, Warren não pode se transportar para encerrá-las. Imediatamente, ele é dividido entre fazer o seu trabalho ou ficar com as pessoas que ele ajuda. |                                         |                    |                                         |                   |          |
| 93 | "There Was an Old Woman"                | Otta Hanus         | Tom J. Astle                            | 17 dezembro 1988  |          |
| Um escritor de livros infantis (Colleen Dewhurst) autografa um livro para um jovem fã doente. Mais tarde, ela começa a ouvir o som das crianças em sua casa. |                                         |                    |                                         |                   |          |
| 94 | "The Trunk"                             | Steve DiMarco      | Paul Chitlik Jeremy Bertrand Finch      | 24 dezembro 1988  |          |
| Um jovem (Bud Cort) descobre, em um motel, uma mala vazia que concede os desejos. Ele a usa para a popularidade, mas em uma festa, descobre quem são seus verdadeiros amigos. |                                         |                    |                                         |                   |          |
| 95 | "Appointment on Route 17"               | René Bonnière      | Haskell Barkin                          | 31 dezembro 1988  |          |
| Depois de terminar um transplante de coração, um homem (Paul Le Mat) percebe que a sua personalidade mudou. Ele também descobre que tem uma estranha atração por uma garçonete em um restaurante de estrada. |                                         |                    |                                         |                   |          |
| 96 | "The Cold Equations"                    | Martin Lavut       | Alan Brennert Tom Godwin                | 7 janeiro 1989    |          |
| Um piloto de resgate (Terence Knox) é confrontado com perspectivas desagradáveis quando encontra um clandestino inocente em sua nave. |                                         |                    |                                         |                   |          |
| 97 | "Stranger in Possum Meadows"            | Sturla Gunnarsson  | Paul Chitlik Jeremy Bertrand Finch      | 14 janeiro 1989   |          |
| Um menino brincando em um campo encontra um velho (Steve Kanaly), que é um alienígena coletando espécimes para o seu planeta. |                                         |                    |                                         |                   |          |
| 98 | "Street of Shadows"                     | Ryszard Bugajski   | Michael Reaves                          | 21 janeiro 1989   |          |
| Enquanto caminhava em um bairro rico, um homem desempregado (Charles Haid), que vive em um abrigo, passa por uma transformação diferente. |                                         |                    |                                         |                   |          |
| 99 | "Something in the Walls"                | Allan Kroeker      | J. Michael Straczynski                  | 28 janeiro 1989   |          |
| Um médico (Damir Andrei) chega em seu novo emprego em um sanatório. Ele descobre o caso de uma mulher (Deborah Raffin), que está terrivelmente assustada com as coisas que aparecem nas paredes. |                                         |                    |                                         |                   |          |
| 100 | "A Game of Pool"                        | Randy Bradshaw     | George Clayton Johnson                  | 31 dezembro 1989  |          |
| Um campeão de bilhar (Esai Morales) venceu a todos, exceto o legendário e já morto Fats Brown (Maury Chaykin). |                                         |                    |                                         |                   |          |
| 101 | "The Wall"                              | Atom Egoyan        | J. Michael Straczynski                  | fevereiro 1989    |          |
| Um experimento militar dos EUA abre um portal para um lugar desconhecido. Após o envio de uma equipe do Exército, há a solicitação de um soldado (John Beck) para investigar, e ele encontra um planeta idílico. Ele tem que decidir se vai permanecer ou voltar para sua antiga vida.                                                                        |                                         |                    |                                         |                   |          |
| 102 | "Room 2426"                             | Ryszard Bugajski   | Jeremy Bertrand Finch Paul Chitlik      | 11 fevereiro 1989 |          |
| Martin Decker (Dean Stockwell) é confinado a uma sala especial para atos e pensamentos contra o Estado, onde querem a fórmula para uma arma, que ele não quer revelar. O escape para Martin vem através da sua mente. |                                         |                    |                                         |                   |          |
| 103 | "The Mind of Simon Foster"              | Douglas Jackson    | J. Michael Straczynski                  | 18 fevereiro 1989 |          |
| Em um futuro empobrecido, Simon Foster (Bruce Weitz) vai para uma casa de penhores para vender alguns itens pessoais com a finalidade de arrecadar dinheiro para o aluguel. O dono da loja se oferece para comprar algumas das suas memórias. Na vida de Simon Foster's, o que poderia, eventualmente, ser útil?                                              |                                         |                    |                                         |                   |          |
| 104 | "Cat and Mouse"                         | Eric Till          | Christy Marx                            | 4 março 1989      |          |
| Uma mulher tímida (Pamela Bellwood) descobre que um gato é realmente um "Casanova". Ela se apaixona pelo homem (Page Fletcher), mas descobre que seu príncipe encantado é realmente um canalha. |                                         |                    |                                         |                   |          |
| 105 | "Many, Many Monkeys"                    | Ryszard Bugajski   | William Froug                           | 18 março 1989     |          |
| Uma epidemia irrompe e muitas pessoas (Karen Valentine, Jackie Burroughs, Ken Pogue) ficam cegas. Algo mais acontece, porém: as pessoas têm se tornado frias e insensíveis umas com as outras. |                                         |                    |                                         |                   |          |
| 106 | "Rendezvous in a Dark Place"            | René Bonnière      | J. Michael Straczynski                  | 12 março 1989     |          |
| Uma mulher idosa (Janet Leigh), com uma obsessão pela morte comparece a funerais como entretenimento. Uma noite, quando um ladrão ferido entra em sua casa, ela o deixa morrer e espera pela morte chegar e recolhê-lo. |                                         |                    |                                         |                   |          |
| 107 | "Special Service"                       | Randy Bradshaw     | J. Michael Straczynski                  | 8 abril 1989      |          |
| Um homem (David Naughton) descobre que sua vida tem estado na televisão durante os últimos cinco anos. |                                         |                    |                                         |                   |          |
| 108 | "Love is Blind"                         | Gilbert M. Shilton | Cal Willingham                          | 25 março 1989     |          |
| Um homem (Ben Murphy) que conspira para assassinar o amante de sua esposa conhece um cantor cego, que parece saber tudo sobre os seus planos. |                                         |                    |                                         |                   |          |
| 109 | "Crazy as a Soup Sandwich"              | Paul Lynch         | Harlan Ellison                          | 1º abril 1989     |          |
| Um homem (Wayne Robson) vende sua alma ao demônio em troca de algumas dicas de corrida. Depois de ser aterrorizado pelo demônio ele pede a ajuda do chefe criminoso de quem pegou dinheiro emprestado. |                                         |                    |                                         |                   |          |
| 110 | "Father and Son Game"                   | Randy Bradshaw     | Jeremy Bertrand Finch Paul Chitlik      | 15 abril 1989     |          |
| Um homem de 79 anos de idade (Ed Marinaro) quer continuar vivendo através de transplante de seu cérebro para um corpo mais jovem. Seu filho (Eugene Robert Glazer), no entanto, ressente-se da continuidade da vida de seu pai e tenta lutar contra o poder dele.                                                                                             |                                         |                    |                                         |                   |          |